# François Pervis
François Pervis (Château-Gontier, 16 ottobre 1984) è un ex pistard francese, specialista delle gare veloci. In carriera ha vinto sette titoli mondiali, quattro nel chilometro a cronometro, due nel keirin e uno nella velocità. Dal 7 dicembre 2013 è anche il detentore del record del mondo del chilometro a cronometro, con 56"303, fatto segnare ad Aguascalientes.

## Palmarès
- 2001 (Juniores)

Campionati europei, Velocità a squadre Juniores (con Mathieu Mandard e Mickaël Murat)
- 2002 (Juniores)

Campionati europei, Chilometro a cronometro Juniores
Campionati del mondo, Velocità a squadre Juniores (con Mickaël Murat e Grégory Baugé)
- 2003

Campionati europei, Velocità a squadre Under-23 (con Mathieu Mandard e Grégory Baugé)
Campionati francesi, Velocità Under-23
- 2004

Campionati europei, Chilometro a cronometro Under-23
- 2005

4ª prova Coppa del mondo 2004-2005, Velocità a squadre (Sydney, con Grégory Baugé e Arnaud Tournant)
Campionati francesi, Chilometro a cronometro
- 2006

3ª prova Coppa del mondo 2005-2006, Velocità a squadre (Los Angeles, con Grégory Baugé e Mickaël Bourgain)
Campionati francesi, Chilometro a cronometro
Campionati francesi, Velocità Under-23
- 2007

3ª prova Coppa del mondo 2006-2007, Chilometro a cronometro (Los Angeles)
Campionati francesi, Chilometro a cronometro
2ª prova Coppa del mondo 2007-2008, Chilometro a cronometro (Pechino)
- 2008

4ª prova Coppa del mondo 2007-2008, Chilometro a cronometro (Copenaghen)
4ª prova Coppa del mondo 2007-2008, Velocità a squadre (Copenaghen, con Grégory Baugé e Kévin Sireau)
1ª prova Coppa del mondo 2008-2009, Keirin (Manchester)
- 2009

4ª prova Coppa del mondo 2008-2009, Velocità a squadre (Pechino, con Mickaël Bourgain e Kévin Sireau)
Campionati francesi, Chilometro a cronometro
3ª prova Coppa del mondo 2009-2010, Velocità a squadre (Cali, con Teun Mulder e Kévin Sireau)
- 2011

3ª prova Coppa del mondo 2010-2011, Chilometro a cronometro (Pechino)
3ª prova Coppa del mondo 2010-2011, Velocità a squadre (Pechino, con Kévin Sireau e Michaël d'Almeida)
2ª prova Coppa del mondo 2011-2012, Chilometro a cronometro (Cali)
- 2012

3ª prova Coppa del mondo 2011-2012, Keirin (Pechino)
Campionati francesi, Velocità
- 2013

Campionati francesi, Velocità
Campionati francesi, Chilometro a cronometro
Campionati del mondo, Chilometro a cronometro
1ª prova Coppa del mondo 2013-2014, Keirin (Manchester)
2ª prova Coppa del mondo 2013-2014, Chilometro a cronometro (Aguascalientes)
- 2014

Campionati del mondo, Keirin
Campionati del mondo, Chilometro a cronometro
Campionati del mondo, Velocità
London Revolution, Velocità
London Revolution, Keirin
Open Roubaix Lille Métropole, Keirin
Campionati francesi, Keirin
Campionati francesi, Chilometro a cronometro
- 2015

Campionati del mondo, Keirin
Campionati del mondo, Chilometro a cronometro
Campionati francesi, Keirin
Troféu Litério Augusto Marques, Velocità
- 2017

Campionati del mondo, Chilometro a cronometro
Campionati francesi, Chilometro a cronometro
- 2019

Fenioux Piste International, Keirin

### Altri successi
- 2011

Classifica generale Coppa del mondo 2010-2011, Chilometro a cronometro

## Piazzamenti

### Competizioni mondiali
- Campionati del mondo

Melbourne 2004 - Chilometro a cronometro: 10º
Los Angeles 2005 - Chilometro a cronometro: 7º
Bordeaux 2006 - Chilometro a cronometro: 3º
Palma di Maiorca 2007 - Chilometro a cronometro: 2º
Manchester 2008 - Chilometro a cronometro: 3º
Pruszków 2009 - Keirin: 2º
Pruszków 2009 - Chilometro a cronometro: 13º
Ballerup 2010 - Keirin: 5º
Ballerup 2010 - Chilometro da fermo: 3º
Ballerup 2010 - Velocità: 7º
Apeldoorn 2011 - Chilometro a cronometro: 3º
Apeldoorn 2011 - Keirin: 12º
Melbourne 2012 - Chilometro a cronometro: 4º
Melbourne 2012 - Keirin: 19º
Minsk 2013 - Chilometro a cronometro: vincitore
Minsk 2013 - Velocità a squadre: 3º
Minsk 2013 - Velocità: 3º
Minsk 2013 - Keirin: 7º
Cali 2014 - Keirin: vincitore
Cali 2014 - Chilometro a cronometro: vincitore
Cali 2014 - Velocità: vincitore
Saint-Quentin-sur-Yvelines 2015 - Keirin: vincitore
Saint-Quentin-sur-Yvelines 2015 - Chilometro a cronometro: vincitore
Saint-Quentin-sur-Yvelines 2015 - Velocità: 7º
Londra 2016 - Keirin: 12º
Londra 2016 - Velocità: 22º
Hong Kong 2017 - Velocità a squadre: 3º
Hong Kong 2017 - Keirin: 10º
Hong Kong 2017 - Velocità: 13º
Hong Kong 2017 - Chilometro a cronometro: vincitore
Apeldoorn 2018 - Velocità a squadre: 3º
Apeldoorn 2018 - Keirin: 19º
Apeldoorn 2018 - Chilometro a cronometro: 10º
- Giochi olimpici

Atene 2004 - Chilometro a cronometro: 6º
Rio de Janeiro 2016 - Velocità: 16º
Rio de Janeiro 2016 - Keirin: 11º
Rio de Janeiro 2016 - Velocità a squadre: 3º

### Competizioni europee
- Campionati europei

Fiorenzuola d'Arda 2001 - Velocità a squadre Junior: vincitore
Büttgen 2002 - Velocità a squadre Junior: 2º
Büttgen 2002 - Chilometro a cronometro Junior: vincitore
Büttgen 2002 - Velocità Junior: 2º
Mosca 2003 - Velocità a squadre Under-23: vincitore
Valencia 2004 - Chilometro a cronometro Under-23: vincitore
Atene 2006 - Velocità a squadre Under-23: 2º
Atene 2006 - Chilometro a cronometro Under-23: 2º
Pruszków 2010 - Velocità a squadre: 2º
Pruszków 2010 - Keirin: 5º
Apeldoorn 2011 - Velocità a squadre: 2º
Apeldoorn 2011 - Keirin: 3º
Apeldoorn 2013 - Velocità a squadre: 2º
Apeldoorn 2013 - Keirin: 3º
Grenchen 2015 - Keirin: 2º
Glasgow 2018 - Velocità a squadre: 2º